# Psalis africana
Psalis africana är en fjärilsart som beskrevs av Sergius G. Kiriakoff 1956. Psalis africana ingår i släktet Psalis och familjen tofsspinnare. Inga underarter finns listade i Catalogue of Life.